# Yohan Bocognano
Yohan Bocognano, né le 12 juin 1990 à Ajaccio, est un footballeur français évoluant au poste de défenseur central. Il peut également joué en tant que latéral droit. Il est actuellement joueur au club du FC Eccica Suarella.

## Biographie
Formé à l'AC Ajaccio, il n'évolue qu'une fois en professionnel au sein de son club formateur, lors d'une rencontre de Coupe de France. Le 6 juin 2009, il joue sous les couleurs de la Corse lors d'un match amical organisé face à l'équipe du Congo.
A l'été 2009, il rejoint le Nîmes Olympique (Ligue 2) de Jean-Michel Cavalli dans lequel il signe son premier contrat professionnel.
Le 14 août 2009, il fait ses premiers pas en Ligue 2 lors de la 2e journée du championnat, en entrant à la 93e minute de jeu en remplacement d'Abderaouf Zarabi. Il jouera 10 autres matchs dans la saison.
Très peu apparu lors de la saison 2010-2011 (16 matchs), il n'est pas conservé. Ainsi, le 6 juin 2011, il quitte le Nîmes Olympique pour s'engager en faveur du GFCO Ajaccio promu en National pour la saison 2011-2012. À l'issue de la saison 2011-2012 (35 matchs), le Gazélec termine à la 3e place et est promu en Ligue 2 avec le Gazélec. S'il joue titulaire toute la saison en L2 (30 matchs), son club termine 20e et retourne en National.
Le 25 mai 2013, Yohan Bocognano signe un contrat de 2 ans avec FC Istres (Ligue 2). Le 27 janvier 2014, très peu utilisé (10 matchs), il résilie son contrat avec le FC Istres, pour s'engager en faveur de l'Inter Bakou situé en Azerbaïdjan pour une durée de 1 an et demi. Il termine deux fois vice-champion d'Azerbaïdjan et jouera la Ligue Europa. Il aura joué 45 matchs pour ce club.
Le 21 janvier 2016, Yohan Bocognano s'engage pour 6 mois avec un club de deuxième division belge, l'AFC Tubize. Il termine alors 4e de ce championnat.
Libre de tout contrat, il s'engage avec le CA Propriano (Régional 1) puis en National au FC Mulhouse à l'hiver 2017. A l'été 2017, il retourne en Corse pour jouer avec l'ambitieux club du FC Bastia-Borgo (National 2).
Avec le SC Bastia qu'il rejoint en 2018, il remonte en National 1 puis en Ligue 2 et est nommé au passage dans le Onze type du Championnat National en mai 2021 par la FFF.

### Sélection
Le 6 juin 2009 il honore sa première sélection avec l'équipe de Corse pour une rencontre face au Congo (1-1). Depuis, il a été sélectionné pour chaque match de la sélection corse.
Le 29 mai 2015, son premier but en sélection offre la victoire 1-0 à la Corse face au Burkina Faso.
Le 26 mai 2018 il est sélectionné pour participer au premier tournoi officiel FIFA CONCACAF en Martinique avec la Corse, il y jouera les 2 matches contre la Guadeloupe et la Martinique en finale.

#### Buts en sélection
| N° | Date        | Lieu                                 | Adversaire   | Score | Résultat | Compétition |
| -- | ----------- | ------------------------------------ | ------------ | ----- | -------- | ----------- |
| 1. | 29 mai 2015 | Stade Armand Cesari, Furiani, France | Burkina Faso | 1–0   | 1-0      | Amical      |

## Palmarès
En mai 2010 il remporte la Corsica Football Cup avec la Corse.
Il est également finaliste du Tournoi des 4 qui s'est déroulé en juin 2018 en Martinique.

Champion de National 2020-2021

Élu dans l'equipe type de National, Saison 2020-2021